# Liste der Schriften von Erich Hocke
Die Liste der Schriften von Erich Hocke ist ein Verzeichnis, geordnet nach Zweckbestimmung und Entstehungszeit, gestützt auf folgende Quellen:
- (DNB) =  Online-Katalog der Deutschen Nationalbibliothek;[1]
- (SLUB) = Online-Katalog der Sächsische Landesbibliothek – Staats- und Universitätsbibliothek Dresden;
- (BMG) = Bibliographie Militärgeschichte (1945–1995) des MGFA;[2]
- Schriftenreihe DSS-Arbeitspapiere, Hefte 50, 100, 109, 115;[3][4][5][6]

## Publikationen zur Sicherheitspolitik (1991–1998)
- Feindbilder in den Jahresarbeiten? In: Detlef Bald / Wilhelm Nolte (Hrsg.): Ansichten und Einsichten. Militär, Staat und Gesellschaft im Spiegel ausgewählter Jahresarbeiten von Absolventen der Führungsakademie der Bundeswehr. Bremen 1998.
- Wehrformen und ihre Konsequenzen. In: Peter Strutynski (Hrsg.): Entwicklung braucht Frieden. Kassel 1997.
- Osterweiterung der NATO – Weg zu einem gesamteuropäischen Sicherheitssystem? In: Verhinderung militärischer Gewalt in Europa. Beiträge zum Sicherheitspolitischen Seminar der Abgeordnetengruppe PDS/Linke Liste im 12. Deutschen Bundestag am 12. September 1994 in Dresden.
- Realistische Geschichtsbetrachtung – wichtiges Erfordernis der Verständigung zwischen den Völkern. In: Tschechen und Deutsche, Nachbarn in der Mitte Europas. Beiträge einer deutsch-tschechischen Begegnung im Rahmen der Friedensbewegung. Berlin 1994, 2.–4. September.
- Mit Anderen: Wie sicher oder unsicher ist Europa im Wandel der neunziger Jahre? Studie für die Abgeordnetengruppe PDS/Linke Liste im Deutschen Bundestag, Dresden 1992.
- Freibrief für den militärischen Faktor? In: Reader zur wissenschaftlichen Arbeitskonferenz Nach dem Golfkrieg vom 4. Mai 1991 in Köln. (Hrsg.) Forschungsinstitut für Friedenspolitik / Forschungs- und Informationsstelle beim BdWi – Informationsstelle Wissenschaft und Frieden, Weilheim / Marburg / Bonn 1991.
- Thesenpapier. In: Loccumer Protokolle Nr. 19/1990. Der Neubau Europas. Dokumentation über das Zweite Internationale Experten-Kolloquium „Die Zivilisierung des Konflikts. Ost-West-Dialog über Wege zu einer kooperativen Friedensgestaltung in Europa“. (Hrsg.) Jörg Calließ: Band 2, Rehberg-Loccum 1991.

## Beiträge für die DSS-Arbeitspapiere (1990–1999)
- (DNB) Konflikte im ehemaligen Jugoslawien – Hintergründe, Probleme, Perspektiven. Jugoslawien – Eine kleine Chronologie. In: (Red.) Wolfgang Scheler, Joachim Klopfer: Die Waffen nieder! Zum NATO-Krieg gegen Jugoslawien. DSS-Arbeitspapiere, Heft 47, Dresden 1999, S. 4–27. urn:nbn:de:bsz:14-qucosa2-324781
- Modell Matrjoschka-Puppe. Eine Nachbetrachtung zur Berliner NATO-Tagung. Aus: Freitag. Die Ost-West-Wochenzeitung. Berlin 14. Juni 1996, Nr. 25, S. 7. In: DSS-Arbeitspapiere, Heft 25, Dresden 1996, S. 41–42. urn:nbn:de:bsz:14-qucosa2-706871
- (DNB) Osterweiterung der NATO – Weg zu einem europäischen Sicherheitssystem? In: NATO und NATO-Osterweiterung – pro und contra. DSS-Arbeitspapiere, Heft 25, Dresden 1996, S. 3–17.
- (DNB) Konflikte im ehemaligen Jugoslawien und die Rolle von Streitkräften. (2., überarbeitete und erweiterte Auflage zu Heft 6 der DSS-Arbeitspapiere). DSS-Arbeitspapiere, Heft 20, Dresden 1996, 26 S. urn:nbn:de:bsz:14-qucosa2-706866
- Osterweiterung der NATO – Weg zu einem gesamteuropäischen Sicherheitssystem? DSS-Arbeitspapiere, Heft 12, Dresden 1994, 16 S.
- Wehrpflicht pro und contra – Wehrformen und ihre Konsequenzen. 11 Thesen. DSS-Arbeitspapiere, Heft 7, Dresden 1993, 23 S. urn:nbn:de:bsz:14-qucosa2-325401
- Konflikte im ehemaligen Jugoslawien und die Rolle von Streitkräften. Disposition des Vortrages am 14. Oktober 1992 vor der DSS. DSS-Arbeitspapiere, Heft 6, Dresden 1992, S. 3–14. urn:nbn:de:bsz:14-qucosa2-705835
- Gedanken zu einer Formel. In: DSS-Arbeitspapiere, Heft 4, Dresden 1990, S. 71–75. urn:nbn:de:bsz:14-qucosa2-351134

Vorläufer unter der Bezeichnung Arbeitspapiere IWBS (1990)
- Mit IWBS-Arbeitsgruppe „Kooperative Sicherheit“: Kooperative Sicherheitsstrukturen in Europa. Thesen. In: Arbeitspapiere IWBS, Heft 1, Dresden 1990, S. 81–99. urn:nbn:de:bsz:14-qucosa2-341719
- Mit IWBS-Arbeitsgruppe „Auftrag und Funktion der Streitkräfte“: Arbeitspapier zu Rahmenbedingungen des Prozesses der Annäherung und Vereinigung von BRD und DDR. In: Arbeitspapiere IWBS, Heft 1, Dresden 1990, S. 5–22. urn:nbn:de:bsz:14-qucosa2-341719

## Publikationen als Lehrstuhlleiter (1984–1990)
- Friedenssicherung im Wandel. In: Detlef Bald (Hrsg.): Europäische Friedenspolitik – Ethische Aufgaben. Baden-Baden 1990.
- (DNB) Mit Autorenkollektiv: Wolfgang Scheler (Leiter): Frieden – Krieg – Streitkräfte. Historisch-materialistischer Abriß. (Hrsg.) Militärakademie „Friedrich Engels“, Berlin 1989, 336 S.
- Mit Anderen: Die Philosophie des Friedens im Kampf gegen die Ideologie des Krieges. 2., durchgesehene Auflage, Berlin 1984. Auch in Russisch: Filosofia mira protiv ideologii woiny, Moskwa 1988.
- (Hrsg.) mit Rudolf Buhlmann: Unter der Redaktion von D. A. Wolkogonow: Die marxistisch-leninistische Lehre von Krieg und Armee. Übers. aus dem Russischen von: Hans-Joachim Beth. 1. Auflage, Berlin 1986, 283 S.
- (DNB) Mit Anderen: Die Philosophie des Friedens im Kampf gegen die Ideologie des Krieges. Berlin 1984, 282 S. Sowie: 2., durchgesehene Auflage, Berlin 1986, 282 S.
- (DNB) Erich Hocke (Hrsg.): A. S. Milowidow / S. A. Tjuschkewitsch / D. A. Wolkogonow: Krieg und Armee. Philosophisch-soziologischer Abriss. (Übersetzung aus dem Russischen). Autorenkollektiv: W. M. Bondarenko. 3. Auflage, Berlin 1985, 464.
- Mit Anderen: Friedenskampf und sozialistische Landesverteidigung. Krieg und Frieden im ideologischen Kampf und die Rolle der sozialistischen Militärmacht. In: Reihe Militärpolitik aktuell, Berlin 1984.
- (DNB) (Hrsg.) mit Günter Rau: Militärische Theorie und militärische Praxis. Methodologische Probleme. Übersetzung aus dem Russischen. Unter der Redaktion von A. S. Sholtow. Autorenkollektiv: A. W. Barabanstschikow. Berlin 1983, 450 S.

## Beiträge für die Zeitschrift Militärwesen (1973–1980)
- Philosophische Probleme der Bestimmung der materiell-technischen Elemente des allgemeinen Gefechts. In: Militärwesen, Heft 7, Berlin 1980.
- Clausewitz und unsere Zeit. In: Militärwesen, Heft 6, Berlin 1980.
- Die marxistisch-leninistische Philosophie als weltanschauliche und methodologische Grundlage der sozialistischen Militärwissenschaft. In: Militärwesen, Heft 10, Berlin 1974.
- Mit Günter Rau: Einige Probleme aus Lenins Werk „Materialismus und Empiriokritizismus“ und ihre Bedeutung für das Studium in der GWW. In: Militärwesen,  Heft 2, Berlin 1973.